# Степанцев, Евгений Кузьмич
Евге́ний Кузьми́ч Степа́нцев (22 сентября 1946, Москва — 27 августа 2014) — театральный режиссёр. Заслуженный деятель искусств РСФСР (1985), Лауреат Государственной премии РСФСР им. К. С. Станиславского (1980).

## Биография
Родился в Москве в семье рабочих. Мама — Татьяна Александровна Степанцева, в девичестве — Преображенская, водила поезда московского метрополитена. Отец — Кузьма Федорович Степанцев, фронтовик, дошел до Берлина, работал на строительстве московского метро.
Первыми театральными педагогами Евгения Кузьмича Степанцева стали Стратилатовы Виктор Александрович и Екатерина Николаевна, ученики А. А. Брянцева. В 1930 году в составе делегации Ленинградского ТЮЗа Стратилатовы отправились в Новосибирск. 10 июля 1930 года спектаклем «Тимошкин рудник» Л. Макарьева в постановке В. А. Стратилатова открылся Новосибирский театр юного зрителя — первый стационарный театр города.
Стратилатовы вернулись из Новосибирска в Ленинград, а позже переехали в Москву и посвятили свою жизнь театральной студии, куда и пришел Евгений Степанцев, еще будучи школьником. В 1968 году Евгений Степанцев поступил в ГИТИС, на знаменитый курс М. О. Кнебель и А. А. Попова, который окончили Анатолий Васильев, Иосиф Райхельгауз, Борис Морозов, Рифкат Исрафилов и другие известные режиссёры.
В 1971 году Евгений Кузьмич Степанцев приехал в Киров на преддипломную практику, там же он поставил свой дипломный спектакль по пьесе Ф. Г. Лорки «Дом Бернарды Альбы». С отличием окончил ГИТИС в 1973 году, класс Марии Кнебель, и остался работать в Кировском областном драматическом театре.
В 1974 году был назначен исполняющим обязанности главного режиссёра театра, в 1975 году — утвержден в должности главного режиссёра театра.
С именем Е. К. Степанцева связаны наиболее славные страницы истории Кировского областного драматического театра: к столетнему юбилею театр был награждён Орденом Трудового Красного Знамени, спектакль-дилогия Е. К. Степанцева «Ивушка Неплакучая» получил Государственную премию РСФСР имени К. С. Станиславского, впервые за всю историю Кировский театр побывал с отчетными гастролями в г. Москва, были неоднократные победы на театральных фестивалях, публикации в центральной прессе, театр занимал видное место на театральной карте России.
В 1986 году Е. К. Степанцев возглавил Ярославский академический драматический театр имени Волкова. В 1989 году был приглашен на работу в Министерство культуры СССР, где занимал должность главного специалиста по межнациональному сотрудничеству Министерства культуры СССР до 1992 года.
С 1993 по 1996 год Е. К. Степанцев возглавлял Заполярный театр драмы г. Воркута в должности главного режиссёра. По приглашению губернатора Кировской области В. Н. Сергеенкова в 1997 году вернулся в Кировский областной драматический театр, в город, который стал его «творческой Родиной». 
Удивительный талант, высокий профессионализм, редчайшее умение собрать и воспитать труппу театра, требовательность, бескомпромиссность в вопросах, касающихся развития и существования театра — это лишь часть того, что можно сказать о Е. К. Степанцеве, замечательном и верном ученике своих великих учителей, настоящем русском режиссёре, который продолжал и развивал высокую традицию русского психологического театра.

## Карьера
- главный режиссёр Кировского облдрамтеатра (1974—1986),
- главный режиссёр Ярославского академического театра (1986—1989),
- главный специалист по межнациональному сотрудничеству Минкульта СССР (1989—1992),
- главный режиссёр Заполярного театра драмы Воркуты (1993—1996),
- худрук Кировского облдрамтеатра (с 1997).

## Признание
- Государственной премии РСФСР имени  К. С. Станиславского (1980) за постановку дилогии «Ивушка неплакучая» по М.Алексееву
- Заслуженный деятель искусств РСФСР (1985)

## Творчество
Евгений Кузьмич Степанцев за свою творческую жизнь поставил более 100 спектаклей. Среди названий, такие, как:
- «Дом Бернарды Альбы» Ф. Г. Лорки
- «Власть тьмы» Л. Толстого
- «Ивушка неплакучая» по М. Алексееву
- «Правда памяти» Азата Абдуллина
- «Протокол одного заседания» А. Гельмана
- «Пробуждать спящих» Олега Сосина
- «Четыре километра от войны» Олега Сосина
- «Выходили бабки замуж» Ф. Булякова
- «Детей не покупают» по пьесе Эдуардо Де Филиппо «Филумена Мортурано»
- «Зойкина квартира» М. Булгакова
- «Касатка» А. Толстого
- «Высшая мера» по повести А. Лиханова
- «Иванов» А. Чехова
- «Три сестры» А. Чехова
- «Иудушка» по повести М. Салтыкова-Щедрина «Господа Головлёвы»
- «Живой труп» Л. Толстого
- «Госпожа министерша» Б. Нушича
- «Любимый мой, мой враг» по пьесе Е. Исаевой «Юдифь»
- «Корсиканка» И. Губача
- «Странная миссис Сэвидж» Дж. Патрика
- «Бесприданник» Л. Разумовской
- «Во всю канаринскую» Ситникова
- «Соната призраков» Стриндберга
- «Квартет» Р. Харвуда
- «Контрольный выстрел» С. Говорухина и Ю. Полякова
- «Забыть Герострата!» Г. Горина
- «Соловьиная ночь» Валентина Ежова
- «Ханума» А. Цагарели
- «Соврёшь-умрёшь» Ю. Полякова («Одноклассница»)
- «Энергичные люди» В. Шукшина
- «Люби меня, как я тебя» по одноимённой повести В. Крупина